# غيلان (بلجرشي)
قرية غيلان قرية في محافظة بلجرشي بمنطقة الباحة جنوب غرب المملكة العربية السعودية. تتميز قرية غيلان بتنوع تضاريس تطل على جرف يستطيع الأهالي رؤية السيول المنحدرة إلى سهل تهامة بعد هطول الأمطار. يجاورها عدة قرى منها: حزنة والمصنعة والربقة والقريع. تشتهر قريه غيلان بكثره الوقيار ومفرده الوقيرة ( الوَقِيرَةُ : النُّقرةُ العظيمة في الصخرة تُمسك الماء). ويكثر في أراضيها شجر العرعر والتين الشوكي. من أشهر جبالها جبل القزعة هي جبيل صغير القزعه، وأهم الاوديه في القرية وادي كمد ووادي الشرف وأهم الاماكن الفرعة والمرصد الحوزة والمرباة و(الرهوة وهي بيوت قديمه تشرف على الشفا) وايضا يوجد الجامع المطل على تهامة.